# 木造具政
木造 具政（こづくり ともまさ）は、戦国時代から安土桃山時代にかけての武将・公家。堂上家・木造家の最後の当主。参議・北畠晴具の三男。左近衛中将・木造具康の養子。

## 生涯
享禄3年（1530年）伊勢国司を務めた北畠家の第7代当主・北畠晴具の三男（次男説あり）として生まれるが、父・晴具の命で木造具康の跡を継いで分家の木造家の当主となる。
天文13年（1544年）従五位下に叙爵し侍従に任ぜられる。天文21年（1552年）正五位下・左近衛少将に叙任され、天文22年（1553年）従四位下・左近衛中将に至る。天文23年（1554年）には戸木城を築城している。
永禄12年（1569年）5月に織田信長が伊勢国に侵攻して来ると、長兄・具教に背いて信長に臣従し、北畠家の養嗣子となった信長の次男・織田信雄の家老となる。信長没後も信雄に仕え、天正12年（1584年）の小牧・長久手の戦いでは戸木城に籠城して羽柴秀吉方の蒲生氏郷率いる軍勢と奮戦したが、信雄が秀吉と和議を結ぶと、城から退去した。

## 官歴
『諸家伝』による。
- 天文13年（1544年） 3月5日：従五位下。日付不詳：侍従
- 天文21年（1552年） 7月22日：従五位上。8月27日：左近衛少将。日付不詳：正五位下
- 天文22年（1553年） 3月2日：左近衛中将
- 天文23年（1554年） 正月18日：従四位下

## 系譜
- 養父：木造具康[2]
- 父：北畠晴具[2]
- 母：不詳
- 妻：不詳
  - 男子：木造長政[3]（?-1604）
  - 男子：木造長雄[4]
  - 女子：織田信雄室[3]
    - 孫：織田信良

## 末裔
『細川家家臣略系譜』によると、熊本藩に仕えた木造誠之允は具政の末裔とされ、兵庫頭具政-左衛門具康-左馬之允-兵助-与左衛門-兵助-源右衛門武美-次大夫-勝五郎-源右衛門-五右衛門-左門誠之允と続いたとされる。